# Operatie Venezia
Operatie Venezia was een Duitse militaire operatie in Noord-Afrika tijdens de Tweede Wereldoorlog. De operatie betrof een Duitse aanval onder leiding van generaal Erwin Rommel tegen de Britse stellingen tussen Gazala en Bir Hakeim in Libië, onder leiding van generaal Auchinleck. 

## Wat voorafging
Sinds de aankomst van Rommel in Noord-Afrika in februari 1941, was het Britse leger teruggedrongen tot dicht tegen de versterkte havenstad Tobruk. Hierbij had het een groot deel van het gebied verloren dat op de Italianen was veroverd tijdens de succesvolle operatie Compass. Nadat de Britse linies waren teruggedrongen tot aan de lijn Bir Hakeim - Gazala had het front zich gestabiliseerd. Beide zijden begonnen met de opbouw voor een aanval. 
Generaal Auchinleck, opperbevelhebber van de Britse strijdkrachten in Noord-Afrika, was oorspronkelijk van plan geweest om in midden mei een tegenaanval te lanceren. Uit Britse ULTRA-inlichtingen kwam men echter te weten dat de troepen van Rommel versterkt werden met tanks. Auchinleck besloot daarom de aanval uit te stellen tot 15 juni 1942. Rommel legde echter de start van zijn offensief vast op 26 mei. Zijn doel was de Britse stellingen bij Bir Hakeim en Gazala te doorbreken, Tobruk te belegeren en het Britse 8e Leger tot achter de Egyptische grens terug te dringen. 

## Operatie Venezia

### De openingszetten
Op 26 mei, om 14u, gaf Rommel het bevel aan de Duitse en Italiaanse troepen om ten zuiden van Gazala in de aanval te gaan. Dit zeer ongebruikelijke uur, op het heetste moment van de dag, was bedoeld om verwarring te scheppen bij de Britten. Terwijl de Duitse troepen zich in beweging zetten, ondernamen Stuka’s duikvluchten op de Britse stellingen en barstte er een artilleriebombardement los. Door middel van namaaktanks, vrachtwagens die omgebouwd waren om op een tank te lijken, die enorme stofwolken opwierpen, creëerde Rommel de illusie dat hij aan zijn hoofdaanval was begonnen. Om 20u30 diezelfde dag werd het bevel tot de effectieve hoofdaanval gegeven. 10.000 voertuigen en tanks zetten zich in beweging richting Bir Hakeim. 
Het geluk was aan de zijde van de Duitsers: de maan zorgde voor een helder verlichte nacht en maakte het gemakkelijker om te navigeren voor de chauffeurs van de voertuigen, die reden op hun kompas en kilometerteller. Rond 5u30 in de morgen van 27 mei bereikten de Duitsers Bir Hakeim en bogen ze af naar het noorden en noordoosten, om de Britse krijgsmacht in twee te snijden. 
De Duitsers kregen Britse tanks in het oog en gingen het gevecht aan. Ze moesten echter onmiddellijk enkele verliezen verteren: de Britten gebruikten voor het eerst de Grant Mark I-tanks, die een even groot kaliber hadden als de Duitse tanks maar wel een groter bereik hadden. De Duitse tanks slaagden er echter in om, niet zonder veel moeite, de Grants in de flank aan te vallen. De Grants, die geen draaibare geschutskoepel hadden, waren hierdoor in het nadeel en werden vernietigd. 
Op dat moment vond er een van die legendarische momenten plaats die bijdroegen aan de mythe rond Rommel. Generaal von Vaerst, commandant van de Duitse 15e Tankdivisie, reed naar voren in de commandowagen en toen hij de voorste eskadronscommandant bereikte, vroeg deze: “Welke kant op?”. Voor von Vaerst kon antwoordden, riep diens adjudant uit: “Die kant op! Daar gaat Rommel!”. Generaal Rommel reed in zijn eigen commandowagen mee met de speerpunt van de aanval en wees zijn troepen de weg. De Duitse tanks overrompelden de Britse 4e Tankbrigade en rukten op naar het noorden. Naarmate de middag vorderde, begonnen de Britten zich echter te herstellen. Voortdurende flankaanvallen van de nieuwe Grant-tanks en het nieuwe zesponder antitankkanon maakten veel slachtoffers. 
De Duitse opmars werd tot stand gebracht en de situatie zag er slecht uit voor het Afrikakorps. De bevoorradingscolonnes waren teruggedreven door de Britten en de Duitse tanks zaten zonder aanvoer. Het Duitse bataljon op de oostelijke flank van de 15e Tankdivisie werd aangevallen door 65 Britse tanks en vernietigd. De ondersteunende eenheden van de divisie werden op de vlucht gedreven en de divisie werd bedreigd met volledige vernietiging. Majoor Wolz, commandant van het 135e regiment luchtdoelgeschut, kwam tijdens een verkenning vast te zitten tussen vluchtende Duitse voertuigen en kwam oog in oog te staan met generaal Rommel, die woedend riep dat dit alles de schuld was van de Flak, die niet op de Britten schoot. Wolz liet de Flak-kanonnen vliegensvlug opstellen en het vuur openen op de Britten. De Britse tanks werden tegengehouden door een Flak-scherm dat de Duitse flank redde van de ondergang.

### De linie wordt opgerold
Hoewel de Duitsers zich hadden gehandhaafd, zat Rommel toch in een heikele positie, afgesloten van enige aanvoer en met een tekort aan zowat alles. Op 28 mei gaf hij bevel aan generaal Crüwell om het Italiaanse legerkorps dat onder zijn leiding stond in actie te brengen. De Italianen moesten door de linies breken en zo de aanvoerlijnen met Rommel herstellen. Tijdens een verkenningsvlucht over de Italiaanse linies kwam de piloot van Crüwell echter uit boven de Britten, en werd neergeschoten. Crüwell werd gevangengenomen. 
Veldmaarschalk Kesselring nam onmiddellijk het bevel over het Italiaanse legerkorps op zich. De kans dat de Italianen er zouden in slagen om door de Britse linies te breken was echter zo goed als onbestaande, en Rommel riep zijn bevelhebbers samen om de situatie te bespreken. Er werd besloten dat een doorbraak van de Duitse eenheden naar het westen de enige mogelijkheid was. In de nacht van 30 op 31 mei 1941 zetten de Duitse tanks zich terug in beweging en ’s morgens vroeg bereikten ze de mijnenvelden van de Gazala-linie. De Duitse genie slaagde erin een pad doorheen de mijnen aan te leggen dat aansloot op het pad dat de Italianen vanuit het westen hadden aangelegd. Toen de eenheden van het Afrikakorps echter door deze corridor trachtten op te rukken stuitten ze op de stelling nabij Gott el Ualeb, die niet bekend was aan de Duitsers. 
De Britse 150e Brigade, 2000 man en 80 tanks sterk, bestreek de corridor doorheen het mijnenveld met kanonnen. De Duitsers konden er niet doorkomen. Rommel zelf vuurde op 1 juni het Duitse 5e Tankregiment aan maar de aanval werd afgeslagen en twaalf Duitse tanks bleven achter voor de Britse stellingen. Vervolgens was het aan een bataljon motorrijders om de Britten tot overgave te dwingen. Na man-tegen-mangevechten viel het eerste Britse steunpunt in Duitse handen. Vervolgens kwam Rommel op het idee om met witte vlaggen te beginnen zwaaien, en zo te doen alsof het eerste Britse steunpunt zich in werkelijkheid overgaf aan de Duitsers. De list werkte en de Britten gaven zich over. Rommel was erin geslaagd om de verbinding met het achterland te herstellen.

### Bir Hakeim
Hoewel de eerste opzet van de Duitsers, achter de Gazala-linie door naar het noorden doorstoten, was mislukt, had Rommel wel een gat in de linie weten te maken en Bir Hakeim in het zuiden te omsingelen. Die stelling innemen was de eerstvolgende fase van de Duitse operatie. De Italiaanse divisie Trieste lag sinds 26 mei voor Bir Hakeim. Zij zou normaal Bir Hakeim moeten nemen, maar waren nog geen meter kunnen oprukken. De verdedigers van Bir Hakeim, de Vrije Franse 1e Brigade en een bataljon joodse vrijwilligers, waren de meest fanatieke verdedigers die generaal Ritchie ter zijner beschikking had. Bir Hakeim moest behouden blijven. 
Rommel gooide er alles tegenaan, maar wat hij ook ondernam, de verdedigers van Bir Hakeim hielden het tegen. Een frontale aanval werd teruggeslagen door kanon- en mitrailleurvuur, Duitse duikbommenwerpers werden neergeschoten door de veel wendbaardere Britse Hawker Hurricanes, Duitse corridors doorheen de mijnenvelden werden ’s nachts terug toegelegd door de Fransen. 
Generaal Ritchie ondernam echter weinig structureels om de omsingelde verdedigers te ontzetten. Uiteindelijk besloten de Britten om het Duitse bruggenhoofd bij Gott el Oualeb aan te vallen. Deze operatie Aberdeen zou bestaan uit een nachtelijke infanterieaanval, die tegen de ochtend ondersteuning zou moeten krijgen van de 22e Tankbrigade. Door slechte communicatie kwam de infanterie echter alleen te staan, nadat de 22e Tankbrigade door Duits kanonvuur zich moest terugtrekken. De Britten verloren tijdens de operatie 168 tanks.
Op 8 juni 1942 wisten drie Duitse geniebataljons enkele mitrailleurnesten in te nemen in de noordelijke sector van de stellingen. De volgende dag zou de definitieve aanval plaatsvinden. Toen de voorbereidende luchtaanval van de Luftwaffe echter niet plaatsvond, werd Rommel woedend en riep uit dat hij Bir Hakeim zou laten liggen en ging oprukken naar Tobruk. 
De Duitse generaal Hecker vroeg echter om een infanteriebataljon voor een laatste aanval. Rommel stemde toe en stond twee bataljons toe. Tegen de avond van 10 juni waren de stellingen bij Bir Hakeim doorbroken en lagen de Duitsers voor de resten van een oud woestijnfort waar de verdedigers van Bir Hakeim in waren teruggetrokken. Generaal Koenig, commandant van de stelling bij Bir Hakeim, liet aan generaal Ritchie weten dat het einde was gekomen. Ritchie gaf bevel om een uitbraakpoging te ondernemen. 
De Vrije Fransen zouden proberen om naar het zuiden uit te breken, waar de gevechtsgroep van kapitein Briel lag. Op de avond van de 10e werd bij hem een gevangene gebracht die wist te vertellen dat een uitbraakpoging ophanden was. Briel bracht zijn volledige gevechtsgroep onmiddellijk in staat van paraatheid. Toen de Fransen rond middernacht begonnen met de uitbraak en een rookgordijn aanbrachten om zich onzichtbaar te maken gaf Briel bevel om het vuur te openen. Hoewel er zware man-tegen-mangevechten ontstonden, kon een groot deel van de verdedigers toch uitbreken in zuidwestelijke richting. De volgende ochtend gaf de rest van het garnizoen zich over, waaronder hoofdzakelijk gewonden.

## Gevolgen
Door de val van Bir Hakeim was de Gazala-linie onhoudbaar geworden voor generaal Ritchie, en diezelfde dag, 11 juni 1942, stuurde Rommel zijn troepen noordwaarts richting Tobruk. Die 11e en ook nog de 12e juni speelde er zich een grote tankslag af bij de Britse stellingen bekend als Knightsbridge. Het Afrikakorps won de slag en Ritchie was gedwongen om de Zuid-Afrikaanse 1e Infanteriedivisie en de Britse 50e Infanteriedivisie onmiddellijk terug te trekken naar de Egyptische grens. Tobruk werd ingesloten door Duitse troepen, en zou het de komende week zwaar te verduren krijgen. 
Operatie Venezia betekende dat Rommel voor het eerst de mogelijkheid kreeg om een aanval op Egypte te overwegen. Het Britse 8e Leger daarentegen werd steeds verder teruggedrongen en het moreel van de troepen ging verder naar beneden. De tegenslagen zouden de komende maanden nog niet ophouden.